# Prípiat
Prípiat (en ucraniano, При́п'ять, Prýp´iat´; en ruso: При́пять, Prípyat´) es una ciudad fantasma en la zona de exclusión de Chernóbil al norte de Ucrania en la región de Kiev, cercana a la frontera con Bielorrusia. Debe su nombre al río que pasa cerca de la ciudad.
La ciudad, próxima a la central nuclear de Chernóbil, sufrió los efectos directos del accidente nuclear del 26 de abril de 1986, y sus habitantes tuvieron que ser evacuados para protegerlos de la gran radiación. La gran cantidad de materiales radiactivos expulsados por el reactor dañado, que se estimaron unas quinientas veces mayores que los liberados por la bomba atómica lanzada sobre Hiroshima en 1945, hicieron que la ciudad se viera gravemente afectada.
La evacuación fue llevada a cabo por el ejército soviético 36 horas después del accidente, la mayoría de los habitantes fueron evacuados de sus casas para protegerlos de la radiación. Los animales tanto domésticos como salvajes debieron ser abandonados para evitar que transportasen en sus pelajes radiación hacia zonas no afectadas.

## Historia
Prípiat fue fundada el 4 de febrero de 1970 expresamente para dar hogar a los trabajadores de la central nuclear Vladímir Ilich Lenin de Chernóbil y a sus familias. Debido a su estratégica posición geográfica en un clima relativamente templado y un suelo muy fértil, cerca de una estación de tren, una autopista, y por supuesto el río Prípiat, la ciudad comenzó a desarrollarse, convirtiéndose en una de las zonas más agradables para vivir de la Unión Soviética. Debido a esto, la población en solo dieciséis años creció hasta más de 40 000 personas. La construcción de la ciudad fue llevada a cabo por el Partido Comunista de la Unión Soviética, mientras Leonid Brézhnev era el secretario general.

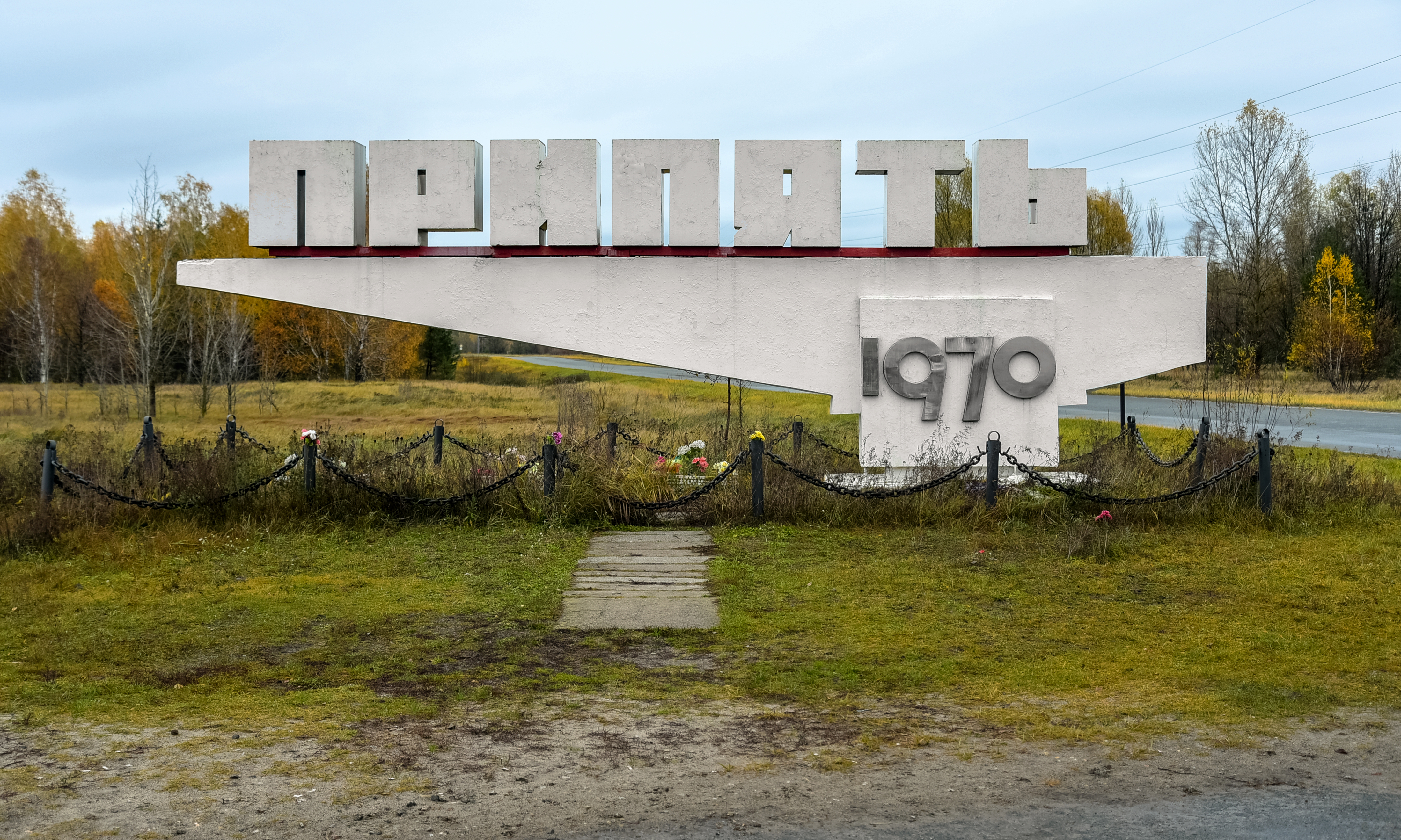
Cartel de bienvenida a la ciudad de Prípiat.

La ciudad se extendió y las primeras personas en habitarla fueron los constructores, que ganaron experiencia, junto con varios políticos soviéticos de todos los extremos de la Unión Soviética.
Prípiat estaba compuesta por varios microdistritos (vecindarios), con un radial atravesando el centro de la ciudad. En la ciudad, los constructores añadieron numerosas señales y paneles luminosos, que fueron acompañados también de decoraciones de cerámica en las fachadas de los edificios. La belleza de la ciudad tenía que ser fundamental para los trabajadores de la central, y por eso se contrataron arquitectos soviéticos progresistas que pudiesen visualizarlo. Los sitios más llamativos de la ciudad eran la entrada, el Centro Cultural Energetik, el edificio de administración, el café Prípiat (que se encontraba cerca del río), y en el centro de la ciudad, el bulevar Lenin. La creatividad era aprovechada por los arquitectos ciudadanos que la incorporaban al paisaje de la ciudad.
A diferencia de las ciudades de importancia militar, el acceso a Prípiat no estaba restringido antes del desastre. Antes del accidente de Chernóbil, las centrales nucleares eran vistas por la Unión Soviética como más seguras que otros tipos de centrales eléctricas, y fueron presentadas como un logro de la ingeniería soviética, donde la energía atómica era utilizada para proyectos pacíficos. El eslogan «átomo pacífico» (en ruso: мирный атом, mirny átom) era popular en esos tiempos. Inicialmente la construcción del complejo estaba prevista a solo 25 km de Kiev, pero la Academia de Ciencias de Ucrania, junto con otros órganos, expresaron su preocupación a que la central estuviera tan cerca de la ciudad, por lo que la planta y Prípiat fueron construidas en su actual localización, a unos 100 km de Kiev.

### Desarrollo urbano
En febrero de 1970, al inicio de su construcción, los funcionarios llegaron a la conclusión de que la mayor parte de los 10 000 habitantes que tuvieron inicialmente provenían de Kiev, y pensando en hacer que los nuevos pobladores se sintieran más como en casa, plantaron un arbusto de rosas por habitante, así que para 1986 la ciudad tenía cerca de 50 000 arbustos de rosas aproximadamente.
Las primeras vías urbanas se llamaron avenida de los Entusiastas y la calle de la Amistad de los Pueblos. A fines de 1985, la ciudad disponía de un centro cultural, una biblioteca, un cine, un hotel, una escuela de arte con una sala de conciertos, instituciones médicas, escuelas de formación profesional, una escuela técnica de ingeniería llamada Kúibyshevsk, instituciones domésticas, comedores, cafeterías, tiendas y más de diez guarderías.
La ciudad también tenía una zona más cercana a la central en la que los empleados al salir podían relajarse y hacer picnics con sus familias e incluso se hacían competiciones entre los empleados. Prípiat era un sitio de recreación en el que vivían habitantes con una media de treinta años. Los constructores se empeñaron enormemente en los jardines de infantes y las instalaciones deportivas. Pero, sobre todo, prestaron atención a la media de edad ciudadana y pudo comprobarse que de los primeros habitantes la mayoría no eran mayores de veintiséis años. Más de mil bebés nacían cada año en Prípiat, por lo que era muy habitual ver a las madres casi todos los días con sus niños.
Según los planos maestros del desarrollo de la urbe, se suponía que alcanzaría al menos 80 000 habitantes, se esperaba que la ciudad atómica fuese una de las más bonitas de toda Ucrania. Durante su mejor época, era conocida en la Unión Soviética como «la ciudad del futuro», pues era una ciudad planeada que contaba con amplias avenidas, edificios de hasta 16 pisos de altura, abundante vegetación, una media de edad de 26 años y casi inexistentes índices de criminalidad. Además, el gobierno municipal tenía en marcha planes de expansión y mejora, que incluían la construcción de una torre de televisión, un hotel, dos centros comerciales, pabellones deportivos, cines y otro palacio de la cultura.

### Evacuación de la población

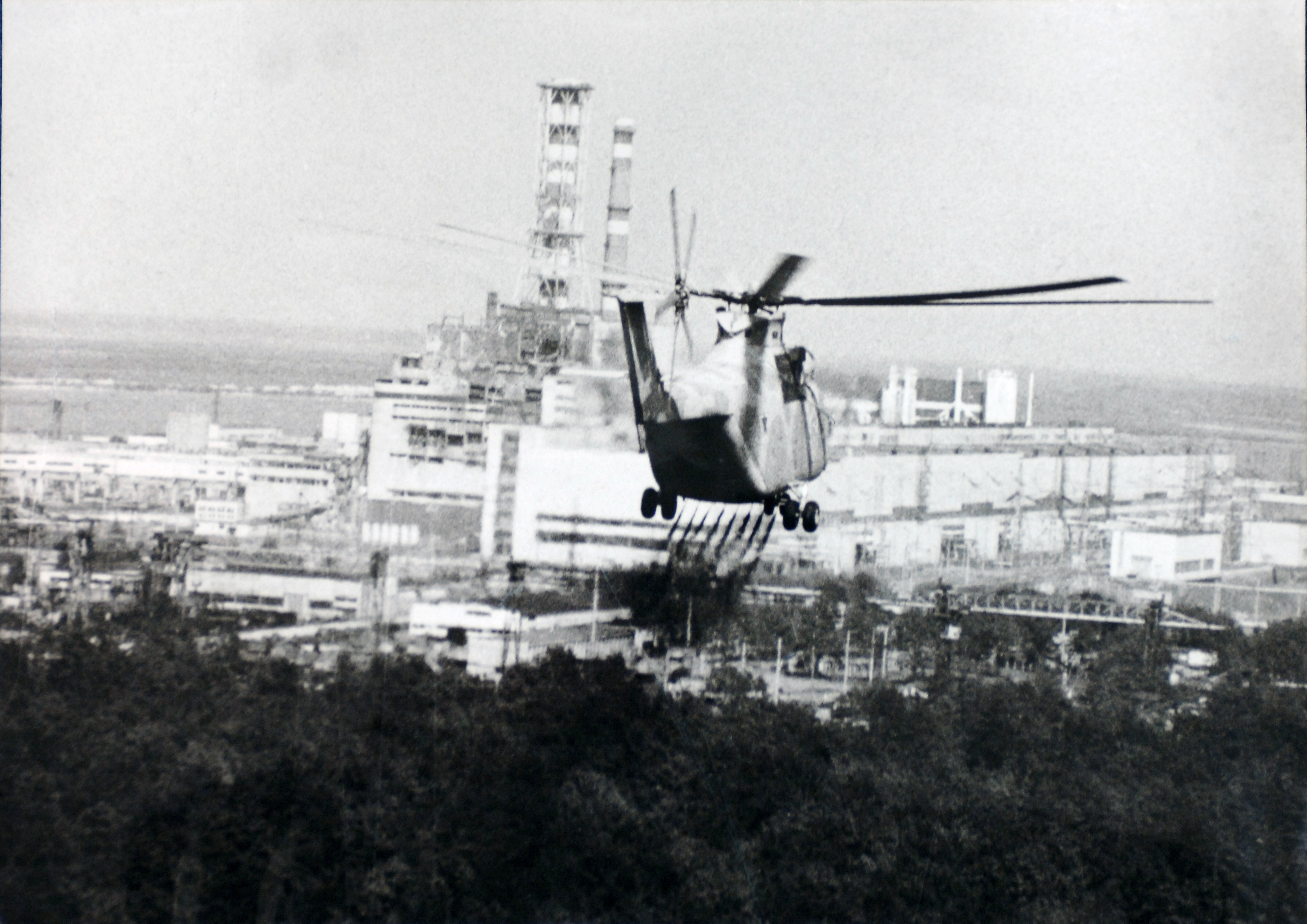
Un helicóptero rocía un líquido de descontaminación cerca del reactor de Chernóbil en 1986.

Los órganos de distrito de la RSS de Bielorrusia y RSS de Ucrania, así como de defensa civil recibieron el informe sobre la explosión y fuego en la central nuclear de Chernóbil temprano en la mañana del 26 de abril de 1986. Varias horas después, el personal de defensa civil de la RSS de Ucrania se desplegó en la ciudad. Los militares colocaron cordones y prohibieron la entrada y salida de todos los vehículos de transporte, con excepción de los camiones de servicio. Por la tarde se organizó el control constante del estado de la radiación en Prípiat y alrededores. Los niveles más altos de radiación se concentraban en el oeste de la central, pero la difusión de la contaminación radiactiva fue más bien insignificante debido al poco viento. El personal de defensa civil estaba preparado para la evacuación de la ciudad, aunque solo el Gobierno de la Unión Soviética era capaz de tomar esa decisión, que no se llegó a producir hasta pasadas 20 horas después del accidente. Las autoridades soviéticas, al mando de Mijaíl Gorbachov, aseguraron a la población que podían continuar con sus vidas normales. Incluso las escuelas de Prípiat abrieron sus puertas y recibieron a los niños de forma habitual.
Por la noche, el nivel de radiación en Prípiat superó el fondo natural en 600 000 veces (0,1 mSv/h). Aunque la situación de la radiación no causaba alerta, los físicos de la comisión gubernamental recomendaban evacuar a los habitantes, ya que no podían juzgar con confianza sobre el estado de la zona del reactor activo y un mayor desarrollo del accidente. Cerca de las 22:00, la Comisión llegó a la conclusión de comenzar la evacuación al día siguiente. Se contactó a las organizaciones de transporte en Kiev, que organizaron una entrega de más de dos mil autobuses, que llegaron por la noche. Las autoridades civiles locales de los asentamientos circundantes se prepararon para recibir a los evacuados.
Durante el sábado 26 de abril, no se hizo la advertencia oficial a la población local acerca de la necesidad de estar en sus casas. No se organizó tampoco la difusión de tabletas de yoduro de potasio ni la de los respiradores para los niños, ya que no eran suficientes.
A las 7 de la mañana del domingo, el presidente de la comisión gubernamental confirmó una decisión sobre la evacuación de la población de Prípiat. A las 10:00, se reunió con autoridades de la ciudad y les dio instrucciones para la preparación de la evacuación, que estaba prevista a las 14:00. A las 13:10, un corto mensaje oficial fue transmitido por radio a los habitantes, comunicándoles que se habría producido una «situación insatisfactoria de radiación» y que como medida de seguridad se había decidido evacuarlos por tres días. Las autoridades contaban con 2700 autobuses, 15 barcos, dos trenes y 300 camiones, sumado a alrededor de 9000 personas que se habían ido en sus vehículos particulares.
A las 14:00, el primer autobús cruzó el bulevar Lenin, y para las 17:00 la ciudad estaba desierta. A las 18:20, la policía revisó todos los apartamentos y contabilizó a 20 personas que rehusaron ser evacuadas, cuyos cadáveres fueron hallados semanas después[cita requerida]. Los evacuados fueron colocados en familias de las ciudades y aldeas de los distritos contiguos.
Se previó la evacuación para unas 50 000 personas, pero el número real fue menor debido a que algunos ya habían abandonado la ciudad o se habían ido a otro lugar el fin de semana. Sin embargo, las autoridades informaron a la población de que no había necesidad de llevar nada consigo, excepto documentos y alimentos para el viaje, ya que regresarían a sus casas «en tres días». Según la fuente oficial de información, los vehículos de transporte fueron suficientes y la evacuación fue relativamente fácil.

### Expansión del área de evacuación

Mapa de la zona de exclusión.

El 28 de abril de 1986, la defensa civil de la RSS de Ucrania se ofreció a crear en torno a la central una zona de exclusión de 10 km.
El 2 de mayo, los líderes del gobierno llegaron de Moscú. El presidente del Consejo de Ministros de la Unión Soviética, Nikolái Ryzhkov, que podría atraer el potencial industrial de la URSS en busca de ayuda, organizó el grupo en la operación del Politburó para la gestión de las obras en el ámbito nacional. En ese momento era posible tomar decisiones de principio, por las organizaciones de las obras necesarias y que será la aportación de las diferentes organizaciones de la URSS para la mitigación de las consecuencias del accidente.
Ese mismo día se aceptó la decisión sobre la evacuación de la población de un radio de 30 km alrededor del reactor, que se completó el 7 de mayo. Esa fue una operación que requirió el transporte de miles de personas y animales. La zona fue vallada y desde entonces el acceso está estrictamente restringido. Aunque hoy en día prácticamente nadie vive ahí, un cierto número de personas se turnan para trabajar en la central nuclear de Chernóbil, haciéndose cargo de las tareas de descontaminación del territorio e investigaciones científicas. Algunos habitantes evacuados más tarde volvieron secretamente a sus casas. Según los informes, algunas personas han obtenido el permiso de retorno, en la parte menos contaminada de la zona.

### Tras Chernóbil
En 1986, la ciudad de Slavútych fue construida para reemplazar a Prípiat. Después de la ciudad de Chernóbil, esta es la segunda mayor ciudad para acomodar a los trabajadores de la planta y los científicos.
Muchos de los edificios de apartamentos han sido casi completamente saqueados. Nada de valor se dejó atrás. Algunos continúan sin ser tocados. Muchos de los interiores de los edificios han sido víctimas del vandalismo a lo largo de los años. A causa de la falta de mantenimiento, los techos gotean y en primavera las habitaciones están inundadas de agua. No es inusual encontrar árboles creciendo en techos e incluso dentro de los edificios. Debido a esto, un colegio de cuatro pisos se derrumbó parcialmente en julio de 2005.

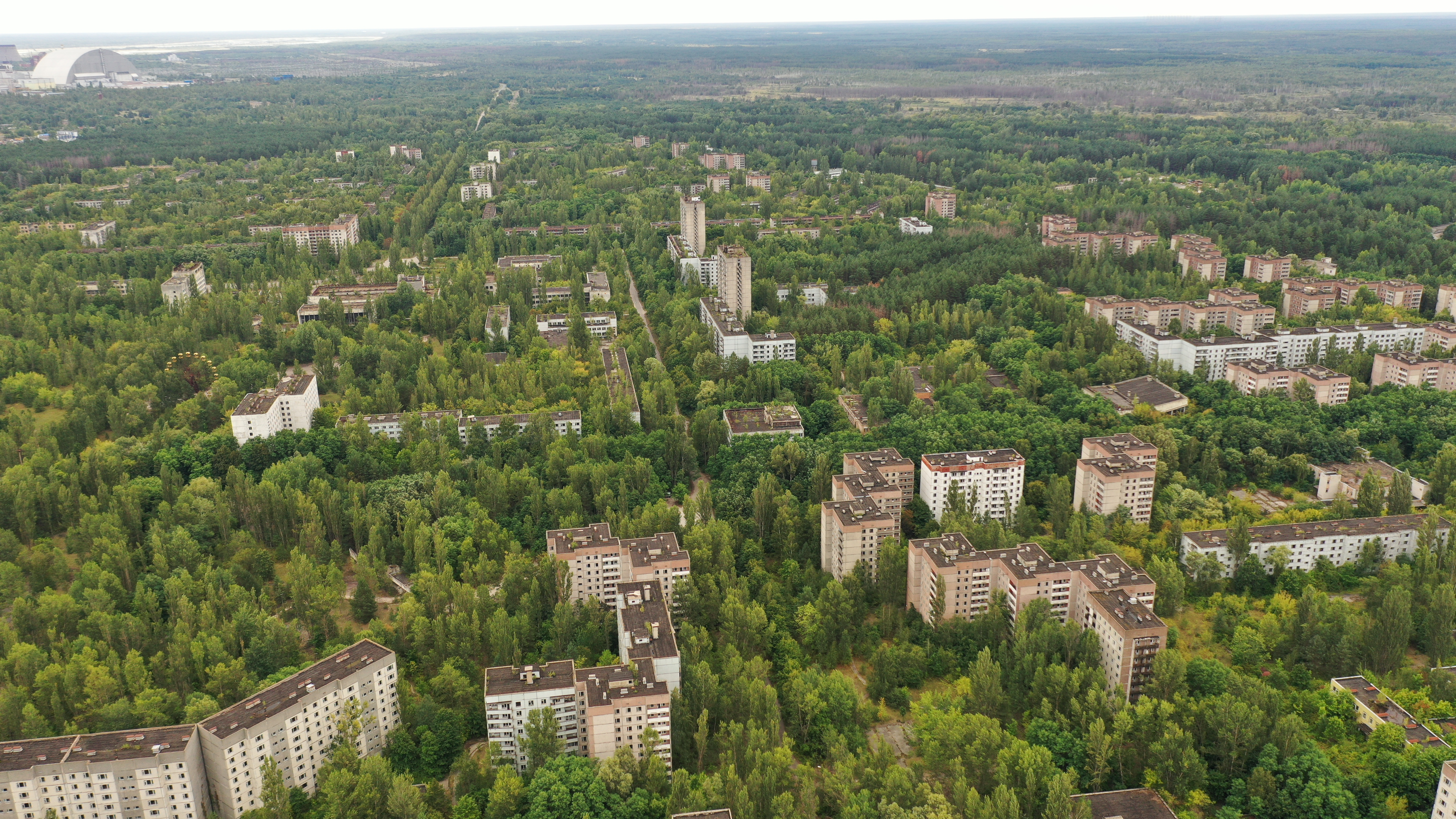
Vista aérea de Prípiat
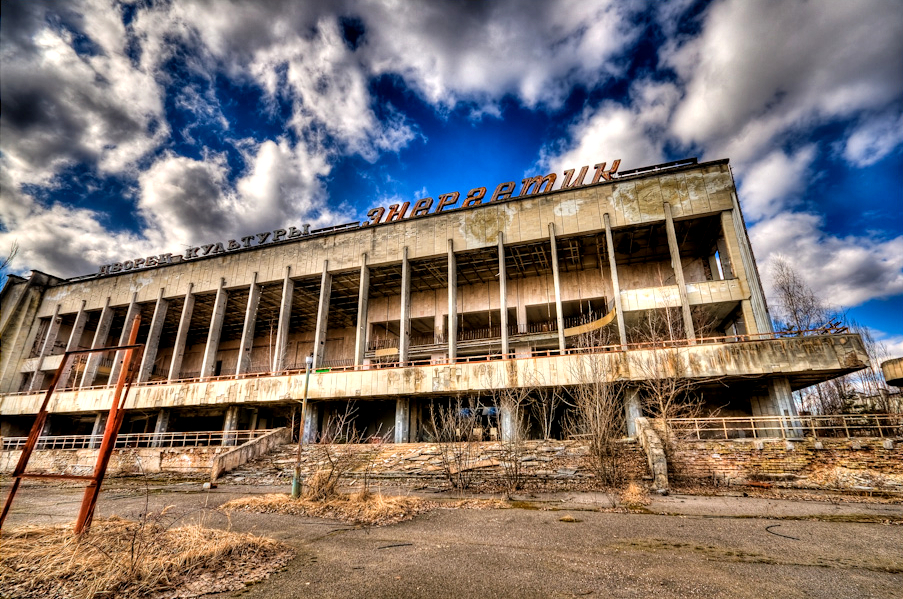
Palacio de Cultura
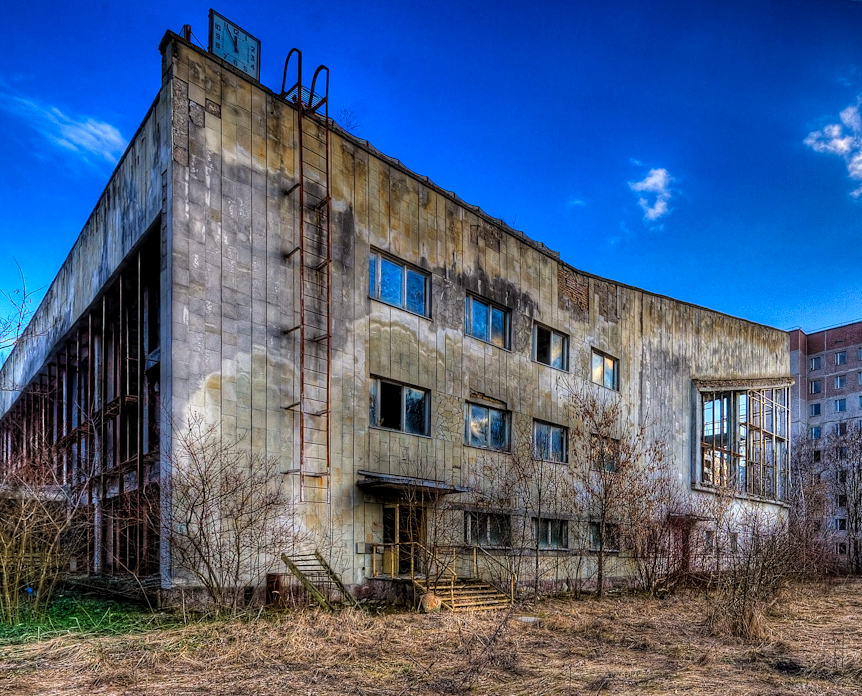
Piscina municipal
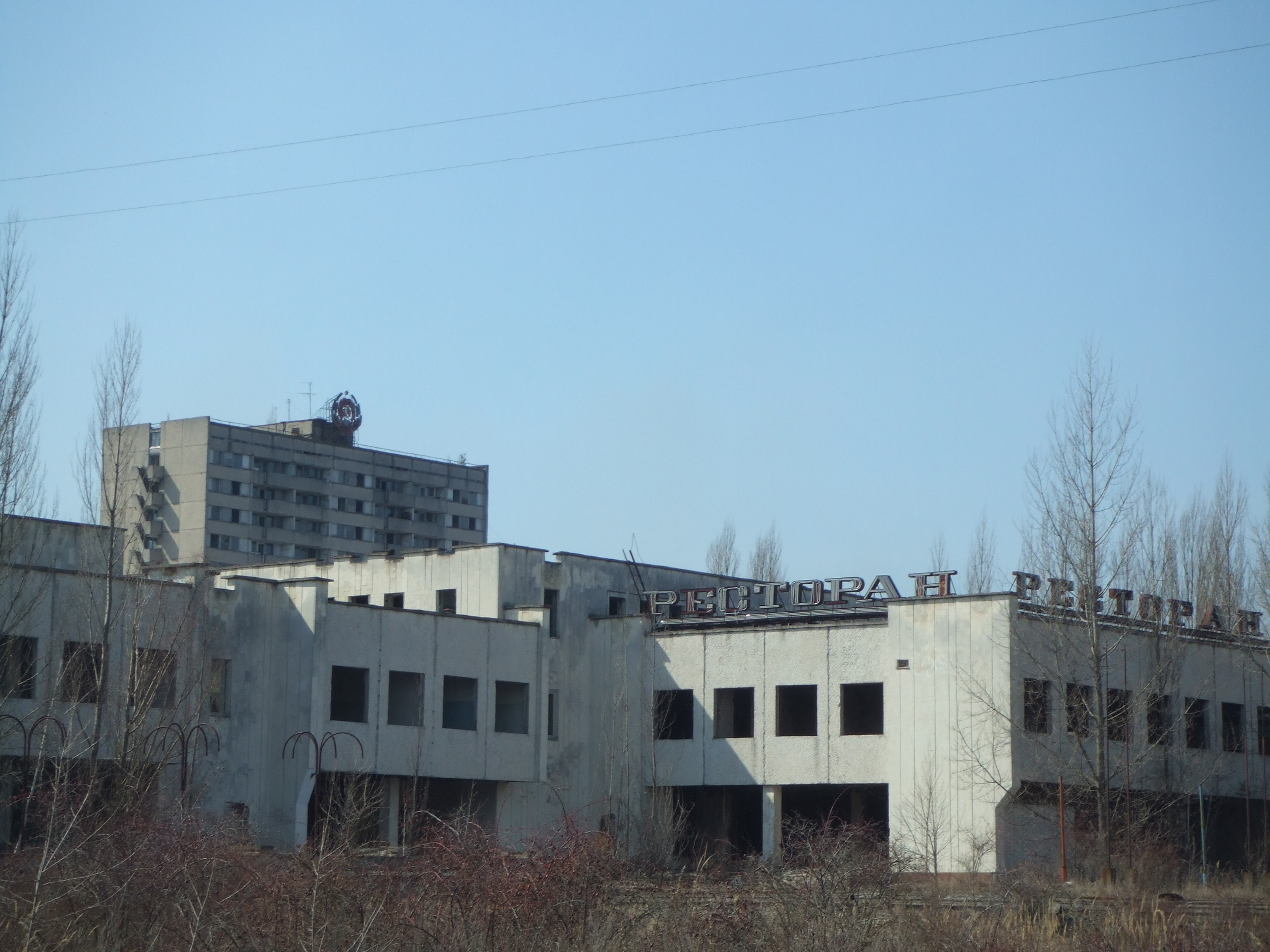
Restaurante
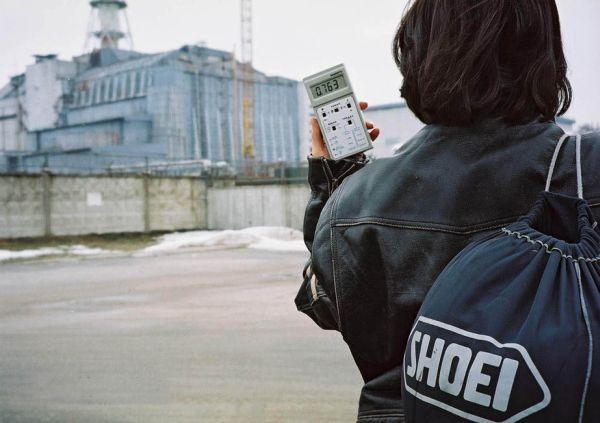
Un contador Geiger marcando el nivel de radiación junto a la central nuclear, 2003
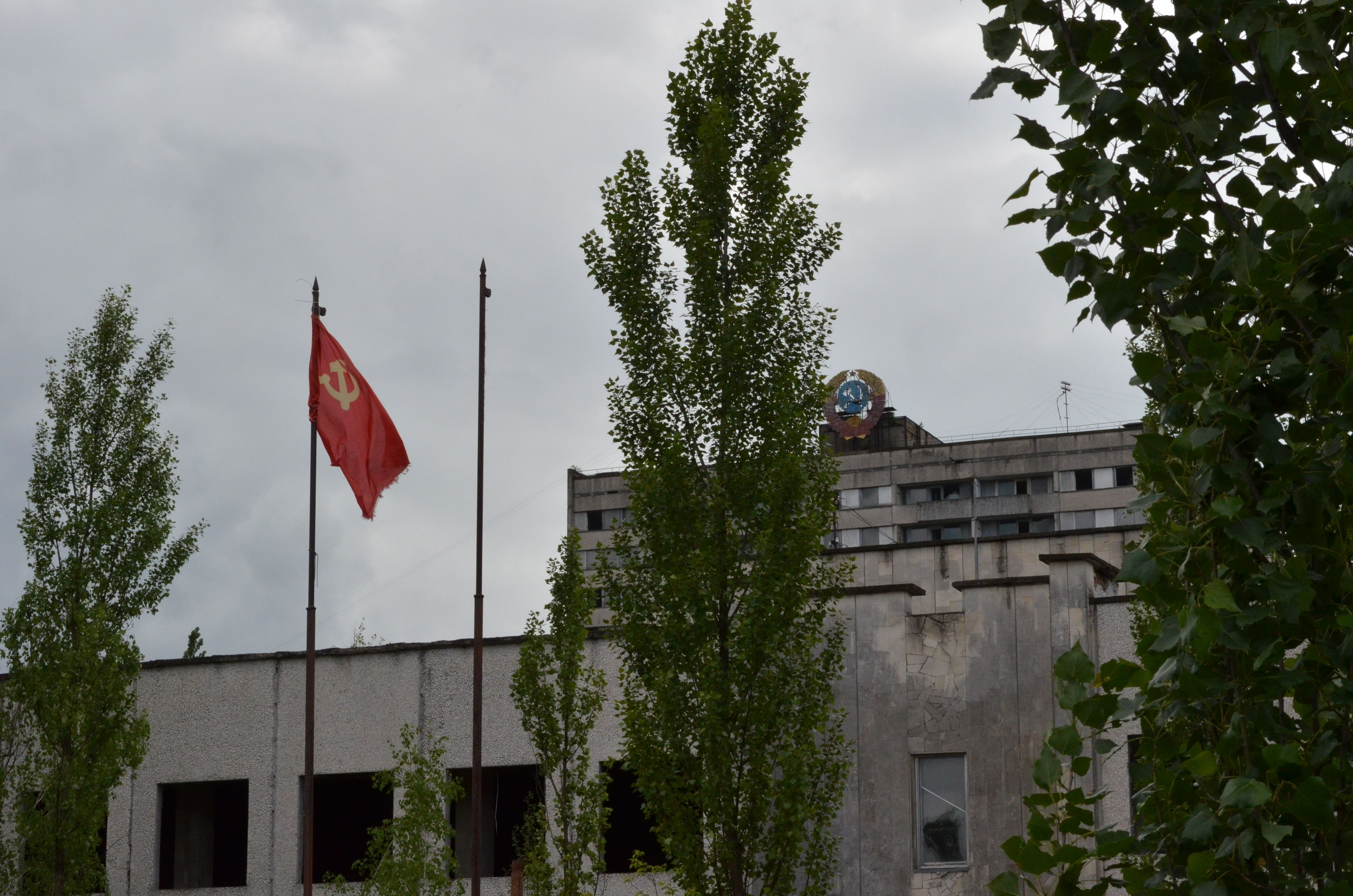
La bandera de la Unión Soviética aún izada en Prípiat, 2013
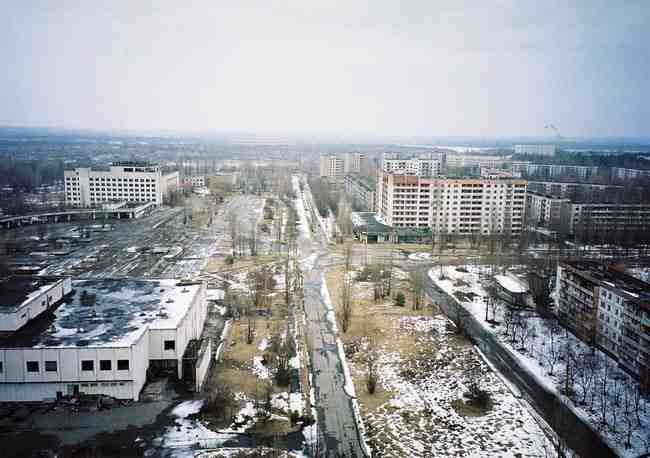
Centro de Prípiat
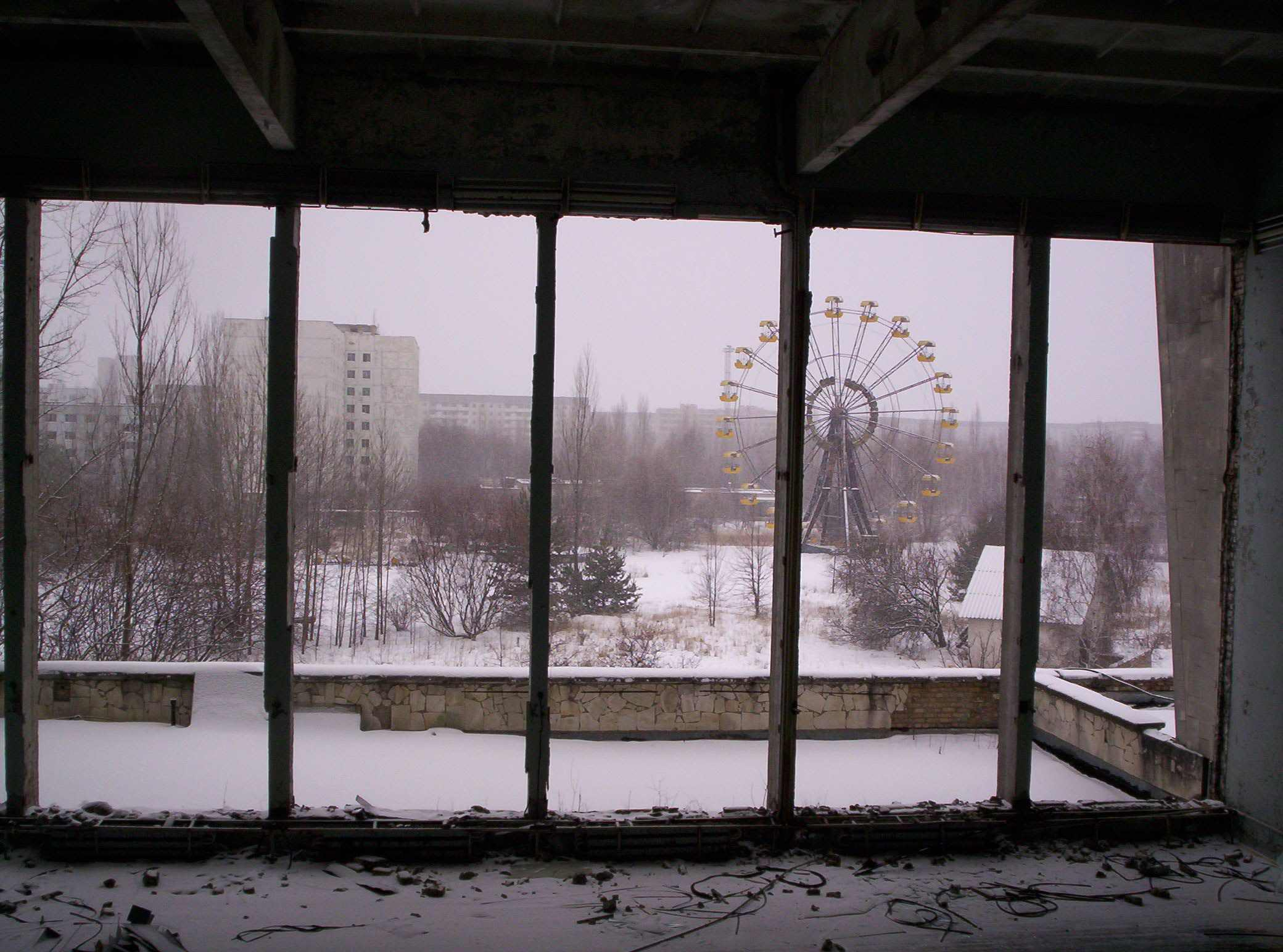
Noria abandonada en la ciudad
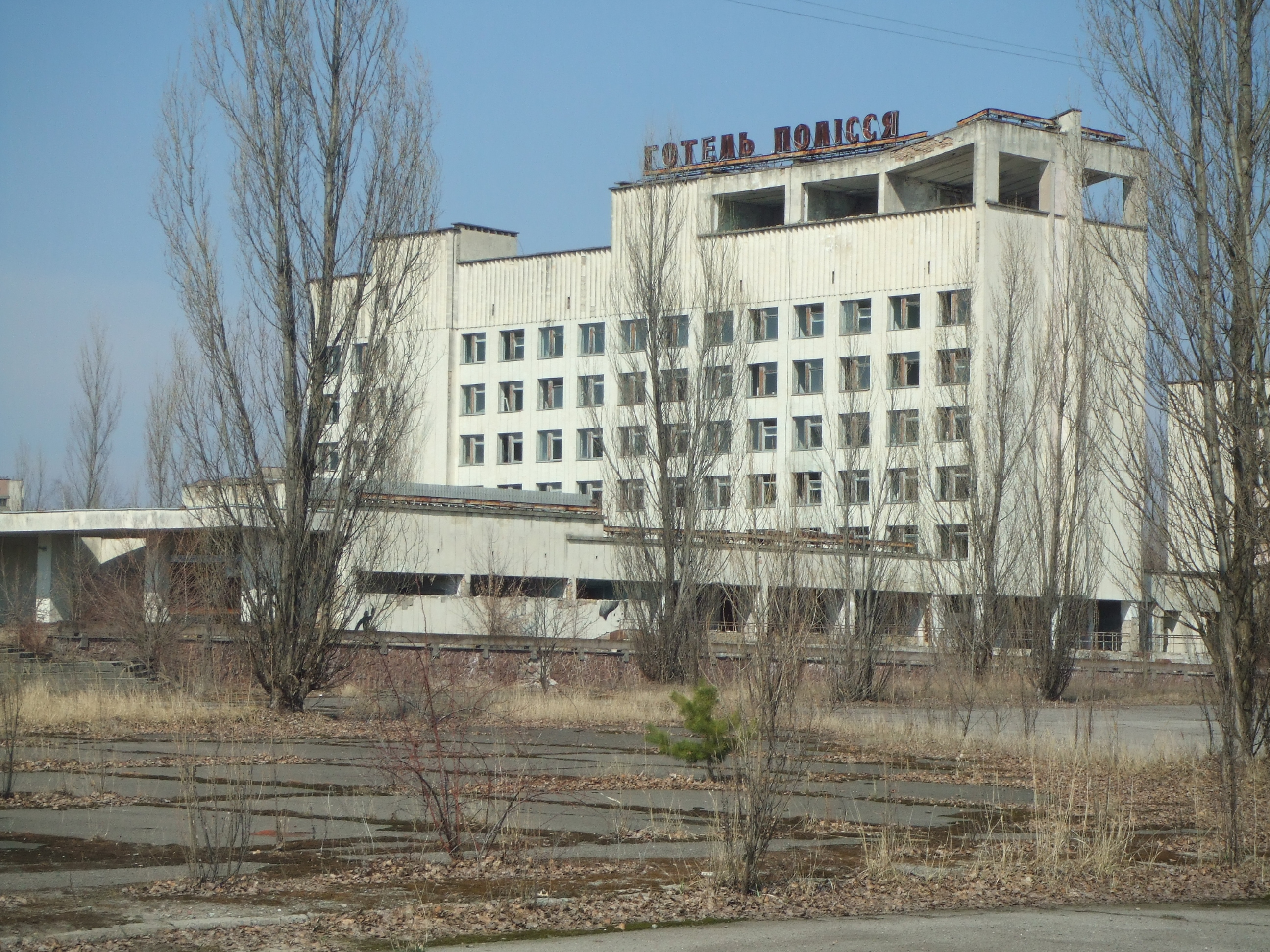
El Hotel Polissya, en el centro de Prípiat

## Estado de la ciudad
La ciudad tiene muchos edificios de apartamentos, dentro de los cuales se encuentran abandonadas fotografías, juguetes de niños, ropa y otros objetos personales. También hay restaurantes, plazas de juego, hospitales, escuelas y gimnasios abandonados. Debido al inexistente mantenimiento de las construcciones, dentro de ellas el moho, los hongos y las plantas han crecido gracias a la humedad producida en la primavera al derretirse la nieve del invierno, o en los días de lluvia, otras veces se suele quedar el agua estancada en las terrazas o en los pisos superiores de los edificios, y cuando baja derrumba los suelos o humedece en las paredes, debilitando la pintura de las mismas.

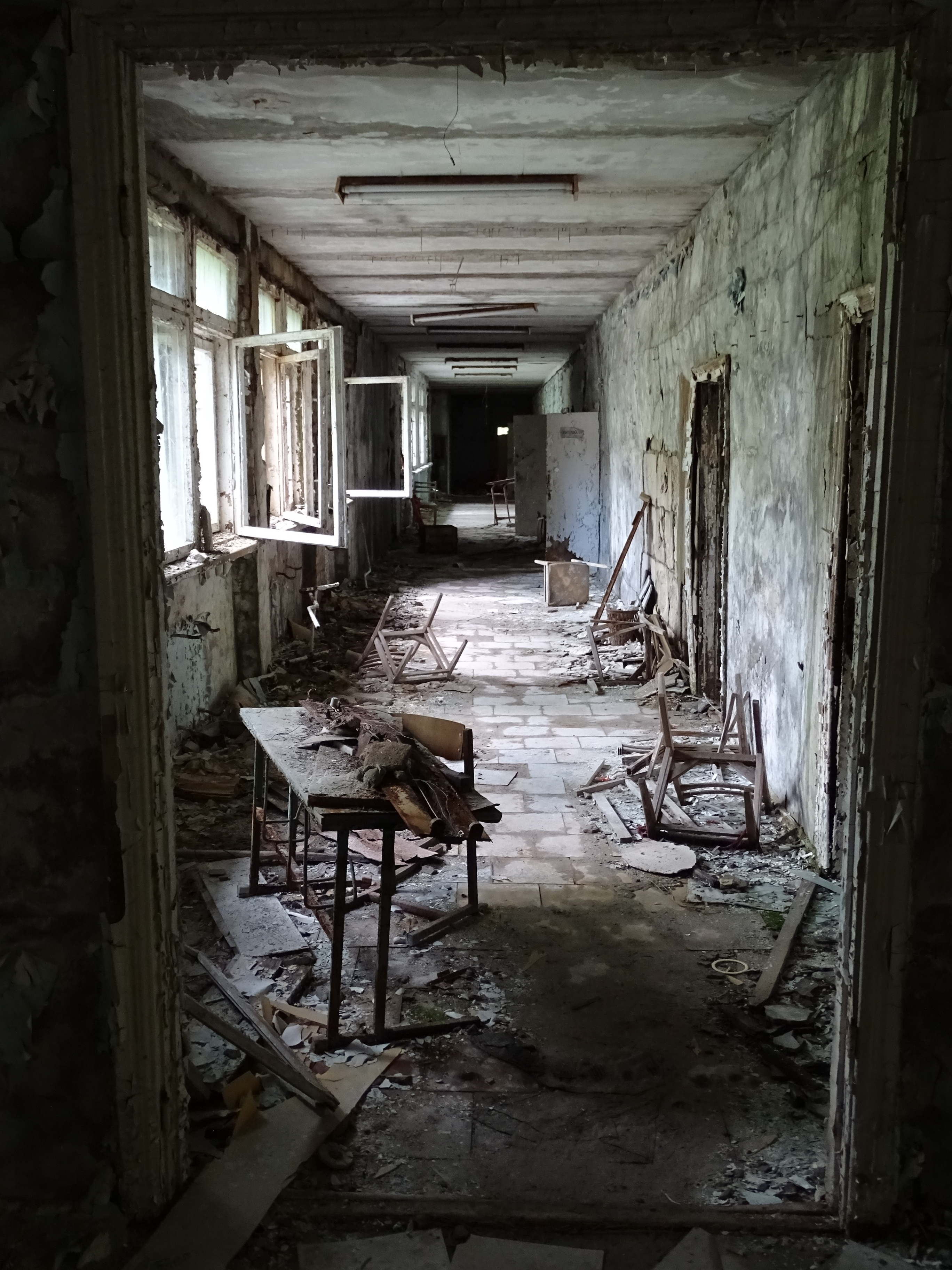
Imagen que muestra el deterioro de los edificios por dentro.

Por una larga carretera vacía se llega al puesto de control de la zona de exclusión, una zona de seguridad de 30 km a la redonda resguardada por el ejército alrededor del área del accidente. El terreno que rodea al antiguo reactor está cercado también por un nuevo perímetro de 10 km a la redonda, donde se considera que hay más contaminación. De hecho, en Prípiat aún existen zonas en las que el nivel de radiactividad es doce veces superiores al que existe en la capital, Kiev. Especialmente peligrosos son los techos que todavía siguen en pie, ya que albergan los mayores índices de radiación.
En la zona de 30 km alrededor del reactor existían unas 94 aldeas, más las ciudades de Prípiat y Chernóbil. Actualmente, tras la masiva evacuación de la población, solo queda un puñado de aldeas y la pequeña urbe de Chernóbil, donde hay unas 2000 personas que viven en Prípiat y Chernóbil, es decir, menos del 5 % de las que la habitaban al momento del desastre. Se cree[cita requerida] que estas 2000 personas son pacientes llenos de radiación debido al accidente nuclear en el sector número 4, que se fugaron del Hospital de Kiev y ahora viven allí.
La ciudad quedó totalmente suspendida en el tiempo, una muestra de ello es que aún se encuentran símbolos comunistas en los panoramas; en la casa de voto, todavía están las urnas y los carteles que se mostrarían el 1 de mayo, al igual que la rueda de la fortuna oxidada —símbolo de Prípiat— que iba a inaugurarse el 1 de mayo de 1986, cinco días después del accidente, y solo había sido usada una vez en el día de la evacuación. Sobre el edificio de gobierno, aún están los escudos de la URSS y de la República Socialista Soviética de Ucrania; e incluso partes del himno de la URSS escritas en un edificio.

### Planes futuros
Se estima que la zona no será habitable hasta dentro de varios siglos por la concentración de elementos radiactivos que no desaparecerán de forma absoluta hasta dentro de 24 000 años (lo que se cree que tarda el plutonio en extinguirse). Prácticamente cualquier persona puede entrar en la ciudad, pero es recomendable llevar un dosímetro y no quedarse de noche debido a la presencia de animales salvajes como jabalíes, lobos o zorros, entre otros. Las puertas y ventanas han sido abiertas para reducir el riesgo a los visitantes. Pese a esta situación, hay quienes han vuelto a sus antiguas casas y que, haciendo caso omiso de los peligros en la zona, han vuelto a cultivar el suelo. A pesar de todo ello tanto la ciudad como toda la zona de exclusión, una vez abandonada por el ser humano, ha sido fuertemente colonizada por animales salvajes y sirve de refugio a los mismos, siendo posible encontrarse con jaurías de lobos instaladas en la ciudad.
En 2017 se instaló en la central nuclear el segundo sarcófago, y en 2023 se espera completar la desmantelación de la vieja estructura, la tarea más delicada de todo el proyecto pues implica trabajar en el interior del reactor.

## Guerra ruso-ucraniana

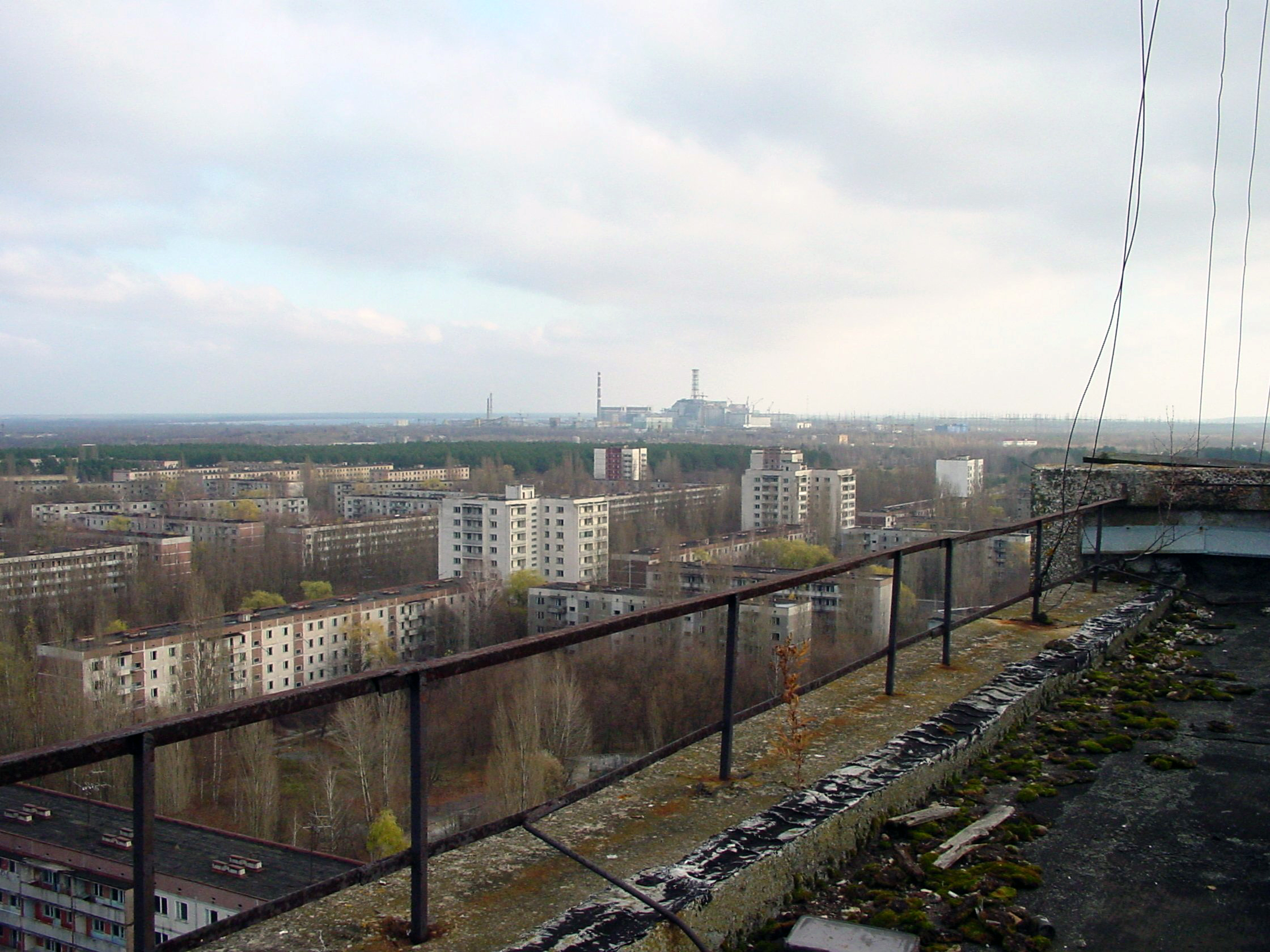
Vista de Chernobyl tomada desde el tejado de un edificio en Pripyat, Ucrania.

El 23 de febrero de 2022, Rusia invadió Ucrania en el marco de los conflictos entre ambas naciones, los rusos entraron con facilidad por el norte de Ucrania apoyados por Bielorrusia aunque negado por el presidente Alexander Lukashenko. El 24 de febrero, tras la victoria de los rusos en la batalla de Chernóbil, estos se hicieron con el control estratégico de la zona.
A pesar de la ofensiva de Ucrania para evitar que los invasores tomen el control de Chernóbil, lo cierto fue que para el ejército ruso no le fue nada complicado tomar las ciudades de Chernóbil y Prípiat. Los rusos se hicieron con el control de la zona de exclusión de Chernóbil y horas después tomaron toda la ciudad radioactiva de Prípiat. El ejército invasor tomó como rehenes a todos los trabajadores de la central nuclear de Chernóbil, esto según fuentes de los Estados Unidos el cual exigió a los rusos la inmediata liberación de los empleados del reactor y su seguridad ante todo. Se informó que los bombardeos de artillería alcanzaron lugares de almacenamiento de desechos radiactivos y supuestamente se observó un aumento de la radiactividad.
El presidente de Ucrania Volodímir Zelenski calificó el ataque como «una declaración de guerra contra toda Europa». La zona de exclusión es importante para contener las consecuencias del desastre nuclear de Chernóbil de 1986; como tal, el asesor de asuntos interiores de Ucrania, Anton Herashchenko, dijo que «si los ataques de artillería de los ocupantes golpean la instalación de almacenamiento de desechos nucleares, el polvo radiactivo puede cubrir los territorios de Ucrania, Bielorrusia y los países de la UE».
Afortunadamente, tras varios amagos rusos de desestabilización, como no permitir el acceso a los trabajadores de mantenimiento, el 31 de marzo de 2022 los rusos se retiraron de todo el norte de Ucrania tras levantarse los asedios de Kiev, Chernígov y Sumy. No hubo, pues, mayores incidentes en esta zona, a diferencia de en la central nuclear de Energodar. 

## Infraestructura
| Población            | La población de la ciudad de Prípiat antes del accidente de la central nuclear de Chernóbil el 26 de abril de 1986 era de 49 400 personas. La edad promedio de los residentes era de entre 26 y 29 años. La superficie total era de 6,587 km², 160 edificios que albergaban 13 414 apartamentos. |
| Educación            | Existían quince jardines de infantes para 4980 personas, cinco centros de enseñanza secundaria para 6786 alumnos y una unidad de escuela de formación profesional para 600 alumnos. |
| Asistencia sanitaria | La ciudad disponía de una unidad médica n.º 126 de 410 camas y 1750 visitas a tres clínicas. |
| Comercio             | 25 tiendas en 9239 m² de superficie comercial. Cáterin para 27 comedores, cafeterías, restaurantes para 5535 plazas. |
| Cultura              | Había tres instituciones culturales: el palacio de la cultura, un cine para 1220 espectadores y una escuela de arte con ocho aulas para una capacidad total de 312 estudiantes. |
| Deporte              | 14 salas de deportes, 3 piscinas, dos estadios. |
| Jardinería           | Un parque, juegos infantiles, 18 136 árboles, 249 247 arbustos y 33 582 rosas. |
| Industria            | Cuatro empresas con una producción total de 477 000 000 rublos estaban situadas en la ciudad. Particularmente notable fue la fábrica Júpiter, que produjo el casete analógico de cintas de magnetófono del mismo nombre.                                                                         |
| Construcción         | Seis empresas de construcción principal, que realizaban un volumen de trabajo de construcción de 132,3 millones de rublos. |
| Transporte           | Prípiat contaba con la estación de tren Yanov y tres empresas de transporte, entre ellas la compañía de transportes por carretera de la central nuclear de Chernóbil, con 533 unidades de transporte, incluidos 167 autobuses.                                                                   |
| Suministro de agua   | 28 pozos artesanos con una producción diaria de agua de 15 000 m³ por día, de los cuales 8050 iban a la ciudad. |
| Energía eléctrica    | 121 000 kilovatios/hora al día, incluyendo la zona industrial con 29 000 kilovatios/hora. |

## Cultura popular
La ciudad de Prípiat aparece como escenario principal de varias obras literarias. Así sucede con las novelas La muerte invisible (Madrid, Reino de Cordelia, 2015) de Alberto Pasamontes, El ciclista de Chernóbil (Barcelona, DVD, 2011) de Javier Sebastián Luengo y con el relato Los siluros de Prípiat (en Rusia imaginada, Madrid, Nevsky, 2011) de Daniel Sánchez Pardos.
También aparece en el libro Cielo Rojo del autor David Lozano Garbala, donde en un capítulo el protagonista recorre el lugar dando lujo de detalles de la situación actual de la ciudad.
También transcurre la trama principal en la novela de ficción histórica Las tentaciones de Sammael del autor José Ramón Piñeiro, donde las protagonistas recorren las calles de la ciudad los seis últimos días antes del fatídico accidente nuclear.
Prípiat es la ciudad donde se desarrolla la mayor parte de la acción de la novela de Ínigo Redondo Todo esto existe (Literatura Random House, 2020), durante el accidente nuclear de Chernóbil, en abril de 1986.
Las misiones Todos camuflados y Un tiro, un muerto del videojuego Call of Duty 4: Modern Warfare tienen lugar en Prípiat en el año 1996, donde el capitán MacMillan y el teniente John Price (antes de ser capitán) armados con rifles de francotiradores buscaban asesinar al ruso Imran Zakhaev, un traficante de armas (antes de ser un terrorista), que buscaba material nuclear.
Los videojuegos S.T.A.L.K.E.R.: Shadow of Chernobyl, S.T.A.L.K.E.R.: Clear Sky y S.T.A.L.K.E.R.: Call of Pripyat tienen como argumento principal los sucesos del accidente de Chernóbil. Tanto la central nuclear de Chernóbil como la ciudad de Prípiat son ubicaciones explorables y escenarios de diversas misiones, en parte de la denominada «Zona»: Área de laboratorios, bases y campamentos, construidos alrededor del escenario real, con ciertas modificaciones.
La operación especial Prípiat del videojuego Warface también se desarrolla en esta ciudad, en la misión se busca detener una arma de destrucción masiva construida por BlackWood.
En la película Chernobyl Diaries un grupo de seis jóvenes de vacaciones, en busca de emociones nuevas, contratan a un guía de turismo «extremo» que les lleva a Prípiat. Sin embargo, después de una breve exploración de la ciudad abandonada, los miembros del grupo se encuentran en apuros y descubren que no están solos.
En la serie Scorpion, capítulo 24 temporada 2, Intenciones Nucleares, el equipo viaja a Prípiat a contener el coreo ante una posible explosión que crearía un «Chernóbil dos». En la película Transformers: Dark of the Moon (2011), los Autobots y NEST viajan a Chernóbil para recuperar la antigua tecnología cybertroniana (inicialmente, se suponía que debían descubrir la fuente de una fuga de radiación). Sin embargo, una vez que se recupera, Shockwave aparece repentinamente y devasta la planta. La banda de rock psicodélico Pink Floyd realizó el vídeo musical del tema Marrones utilizando diferentes tomas de la ciudad.